# Gondola (wagon)
Pour les articles homonymes, voir Gondole (homonymie).
Cet article concerne Pratique des chemins de fer américains. Pour informations sur les wagons ouverts européens, voir Wagon-tombereau.

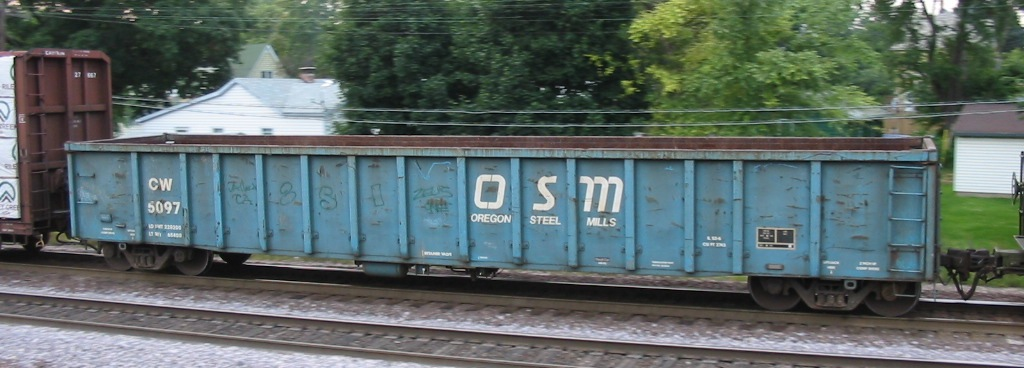
Une gondola de chemin de fer à Rochelle (Illinois).

Selon le glossaire ferroviaire des États-Unis, une gondola est un type de wagon-tombereau à toit ouvert utilisé pour le transport de matériaux en vrac. Les versions à parois latérales basses conviennent également au transport de cargaisons à haute densité telles que des plaques ou des bobines d'acier, ou d'articles encombrants tels que des sections préfabriquées de voie ferrée. Les gondolas se distinguent des wagons-trémies en ce qu'elles n'ont pas de portes sur leur plancher pour vider la cargaison.
En Australie ces wagons sont appelés wagon ouverts.

## Histoire
Les premières gondolas en Amérique du Nord ont été développées dans les années 1830 et utilisées principalement pour transporter du charbon. Les premières gondolas n'étaient guère plus que wagon plats avec des côtés en bois ajoutés, et étaient généralement petites - 30 pieds (9,14 m) ou moins de longueur et 15 tonnes courtes (13,61 t) ou moins de poids. Ces wagons n'étaient pas largement utilisées au début, car elles ne pouvaient être déchargées que par des ouvriers pelletant leur cargaison par main, un processus lent et laborieux. Une solution à ce problème a été développée vers les années 1860 avec la gondola à fond tombant, qui avait des trappes installées dans le sol qui pouvaient être ouvertes à destination, les ouvriers utilisant des pelles pour diriger la cargaison vers les trappes. Il s'agissait d'une amélioration par rapport aux gondolas précédentes, mais nécessitait toujours un déchargement manuel.

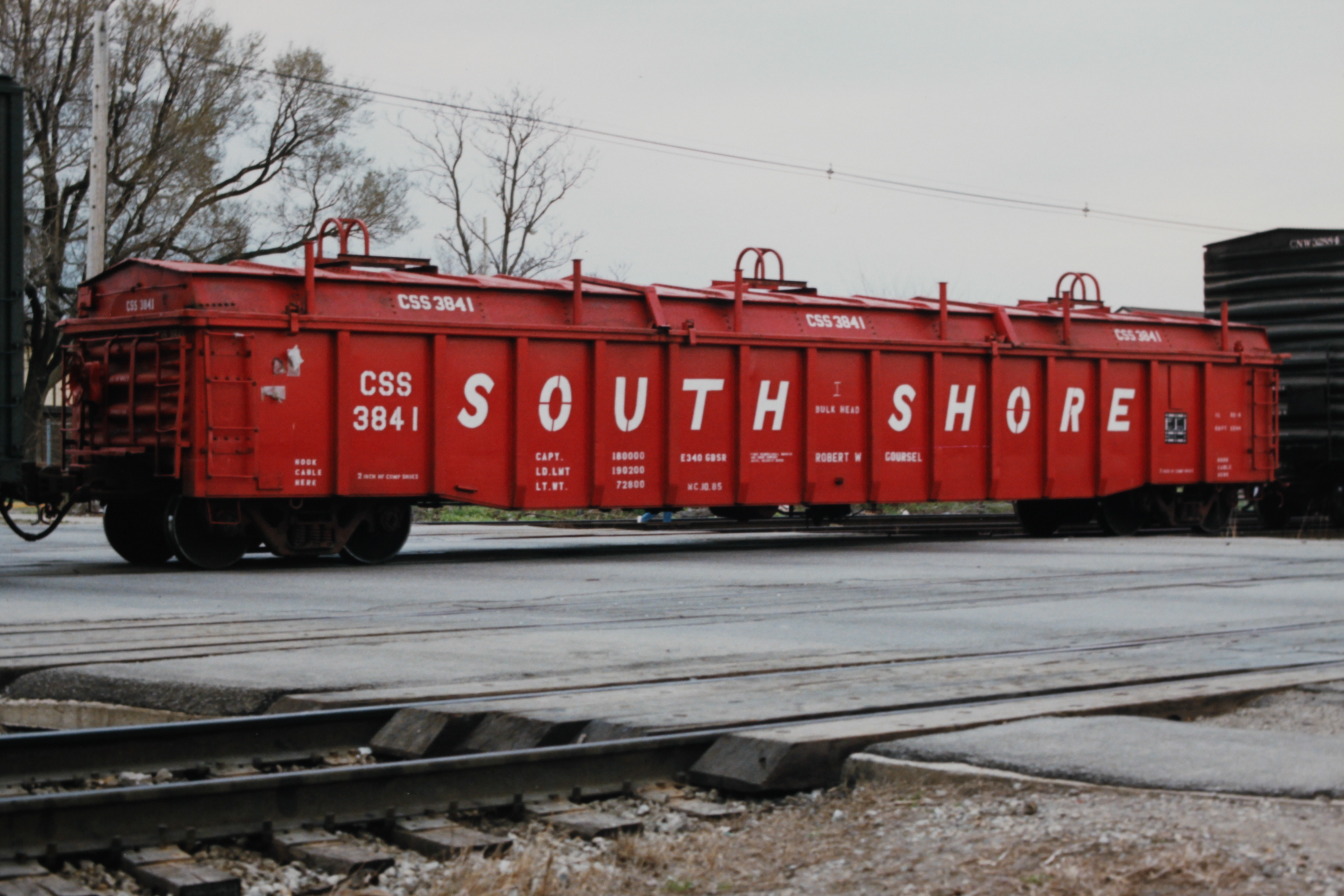
Cette gondola couverte protège sa cargaison de l'exposition à l'humidité pendant le transport.

Après la guerre civile américaine, les progrès technologiques, en particulier le développement de l'acier, ont permis de nouvelles conceptions de gondolas plus grandes. Les nouvelles gondolas construites avec des côtés et des cadres en acier (bien que le bois ait été conservé pour le revêtement de sol, car il était flexible et peu coûteux à remplacer) étaient souvent construites sur des longueurs comprises entre 40 pieds (12,19 m) et 50 pieds (15,24 m), et leur capacité augmentait progressivement d'environ 30 tonnes courtes (27,22 t) à 70 tonnes courtes (63,5 t) du début au milieu du 20e siècle. Les gondolas ont commencé à être construites à des fins spécialisées ; en fonction de leur cargaison prévue, les hauteurs latérales peuvent aller de 2 pieds (0,61 m)s seulement pour les marchandises en vrac comme le sable, à  ou plus pour les charges telles que les tuyaux, ou plus de 10 pieds (3,05 m) pour les cargaisons légères comme les copeaux. Sur certains modèles, les extrémités de la caisse peuvent être retirés pour permettre le transport de charges longues. Les gondolas couvertes ont également été développées pour les cargaisons qui devaient être protégées des éléments, comme la nourriture et l'acier fraîchement fabriqué. À partir des années 1950 et 1960, les parois hautes les gondolas étaient utilisées pour le charbon, grâce à une construction structurelle plus robuste et à l'invention des dumpers rotatifs (en), qui permettaient de vider ces gondolas automatiquement.

## Types de wagons

### Bathtub gondolas

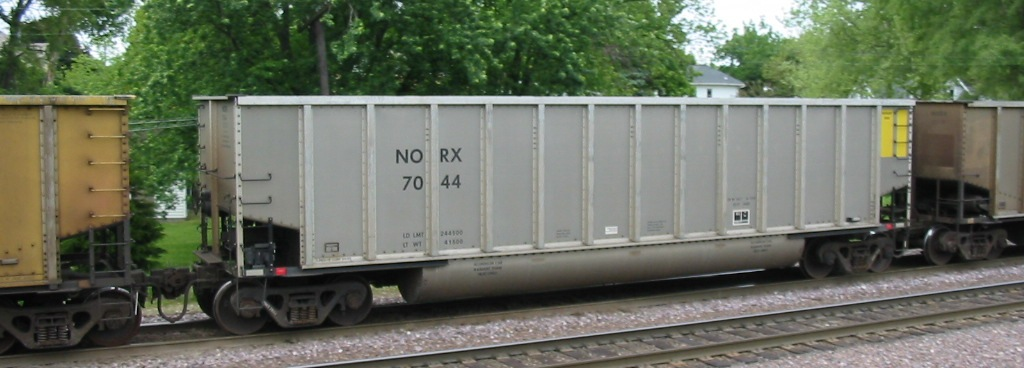
Une gondola baignoire traversant Rochelle (Illinois), en 2005.

Dans la seconde moitié du XXe siècle, le transport de charbon est passé des wagons-trémies ouverts aux gondolas à parois hautes (bathtub gondolas). Les chemins de fer sont en mesure de transporter une plus grande quantité de charbon par wagon, car les gondolas n'incluent pas l'équipement nécessaire au déchargement. Cependant, étant donné que ces wagons n'ont pas de trappes pour décharger les produits qui y sont expédiés, les chemins de fer doivent utiliser des dumpers de wagons rotatifs (mécanismes qui maintiennent un wagon contre une courte section de voie pendant que le wagon et la voie tournent lentement à l'envers pour vider le wagon) ou d'autres moyens pour les vider. Le terme « bathtub » (« baignoire ») fait référence à la forme du wagon.
La gondola à charbon « Rotartife Double » est nécessaire dans cette composition. Le « Rotartife Double » fait référence à cette voiture qui a des attelages rotatifs aux deux extrémités au lieu d'une extrémité.

### Wagon à bobines
Le Wagon à bobines est une gondola modifiée conçue spécifiquement pour transporter des bobines de métal.

### Gondolas à ballast

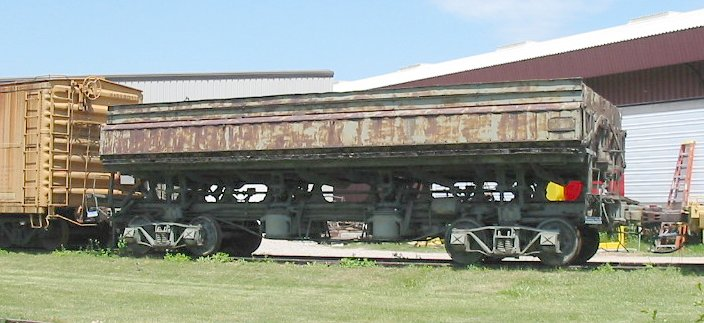
Une gondola à décharge latérale exposée aux États-Unis National Railroad Museum

Les gondolas à ballast transportent ballast. Ces gondolas sont à basculement latéral.

### Wagon de mine

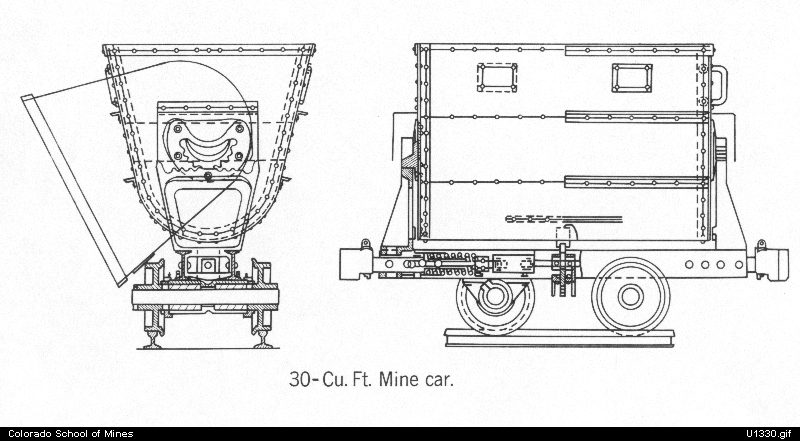
Un wagon de mine de, dessin du

Un wagon de chemin de fer ouverte (gondola) avec une auge basculante, souvent trouvée dans les mines. Connu au Royaume-Uni sous le nom de tippler ou chaldron (en) wagon et aux États-Unis en tant que mine car.